# جزيرة لورد هاو

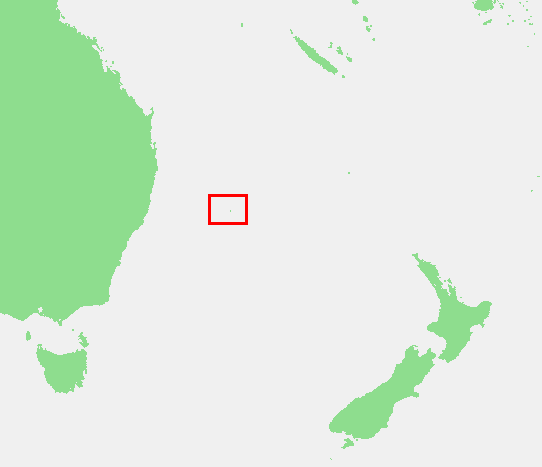
موقع الجزيرة

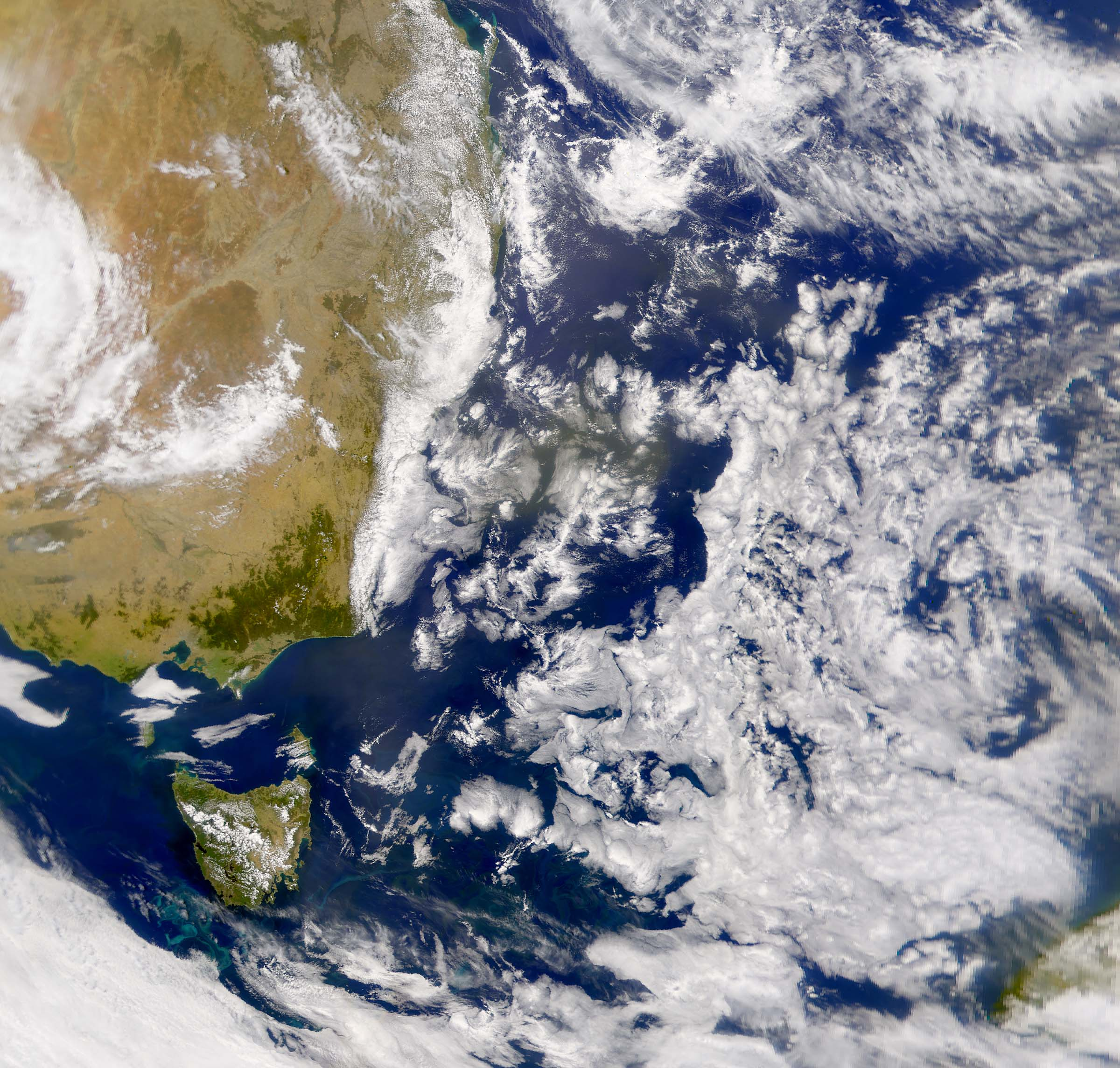
صورة من الفضاء لبحر تاسمان

جزيرة اللورد هاو هي جزيرة بركانية تابعة لأستراليا تقع في جنوب غرب المحيط الهادي وتحديدًا في البحر التاسماني. مجموع مساحات مجموعة الجزر الصغيرة 16.56 كيلومتر مربع.
توقيت الجزيرة العادي هو ت ع م+10:30، بينما توقيتها الصيفي هو ت ع م+11. تاريخ الطبيعة في الجزيرة المذهل والرائع أخذ اعترافه العالمي عام 1982 حين اعترفت منظمة اليونيسكو بجزيرة لورد هاو كموقع تراث عالمي.
إداريًا، الجزيرة تتبع مقاطعة نيوساوث ويلز.

## تاريخ
خُلقت مجموعة الجزر بسبب فعاليات بركانية حدثت تحت سطح البحر بـ2 كيلومتر.

### 1788–1834 أول الزيارات الأوروبية
قبل أن يأتي الأوروبيون ويسكنوا الجزيرة، لم يكن هناك أي سكان على الجزيرة، حتى بولينيزيي جنوب الهادئ. أول رؤية أوروبية للجزيرة حدثت في 17 فبراير 1788 عندما قاد هنري ليدغبيرد بول سفينته ليصل إلى مجموعة جزر اللورد هاو ويستوطن في جزيرة نورفولك المجاورة.

## المناخ
| البيانات المناخية لـجزيرة اللورد هاو | البيانات المناخية لـجزيرة اللورد هاو | البيانات المناخية لـجزيرة اللورد هاو | البيانات المناخية لـجزيرة اللورد هاو | البيانات المناخية لـجزيرة اللورد هاو | البيانات المناخية لـجزيرة اللورد هاو | البيانات المناخية لـجزيرة اللورد هاو | البيانات المناخية لـجزيرة اللورد هاو | البيانات المناخية لـجزيرة اللورد هاو | البيانات المناخية لـجزيرة اللورد هاو | البيانات المناخية لـجزيرة اللورد هاو | البيانات المناخية لـجزيرة اللورد هاو | البيانات المناخية لـجزيرة اللورد هاو | البيانات المناخية لـجزيرة اللورد هاو |
| الشهر                                | يناير                                | فبراير                               | مارس                                 | أبريل                                | مايو                                 | يونيو                                | يوليو                                | أغسطس                                | سبتمبر                               | أكتوبر                               | نوفمبر                               | ديسمبر                               | المعدل السنوي                        |
| ------------------------------------ | ------------------------------------ | ------------------------------------ | ------------------------------------ | ------------------------------------ | ------------------------------------ | ------------------------------------ | ------------------------------------ | ------------------------------------ | ------------------------------------ | ------------------------------------ | ------------------------------------ | ------------------------------------ | ------------------------------------ |
| متوسط درجة الحرارة الكبرى °ف (°م)    | 77.4 (25.2)                          | 78.1 (25.6)                          | 76.5 (24.7)                          | 73.8 (23.2)                          | 70.7 (21.5)                          | 67.8 (19.9)                          | 66.0 (18.9)                          | 66.0 (18.9)                          | 67.8 (19.9)                          | 69.6 (20.9)                          | 71.8 (22.1)                          | 75.0 (23.9)                          | 71.7 (22.1)                          |
| متوسط درجة الحرارة الصغرى °ف (°م)    | 69.1 (20.6)                          | 69.6 (20.9)                          | 67.6 (19.8)                          | 64.2 (17.9)                          | 61.7 (16.5)                          | 58.8 (14.9)                          | 57.2 (14.0)                          | 56.1 (13.4)                          | 58.3 (14.6)                          | 60.3 (15.7)                          | 63.0 (17.2)                          | 66.2 (19.0)                          | 62.7 (17.0)                          |
| الهطول إنش (مم)                      | 4.72 (119.9)                         | 4.50 (114.3)                         | 5.20 (132.0)                         | 4.45 (113.1)                         | 6.00 (152.3)                         | 6.97 (177.1)                         | 5.65 (143.5)                         | 4.06 (103.2)                         | 4.29 (108.9)                         | 4.38 (111.2)                         | 4.43 (112.6)                         | 3.99 (101.4)                         | 58.64 (1٬489٫5)                      |
| المصدر:                              |                                      |                                      |                                      |                                      |                                      |                                      |                                      |                                      |                                      |                                      |                                      |                                      |                                      |

## مناظر في الجزيرة

### خارطة وعلم الجزيرة

علم الجزيرة
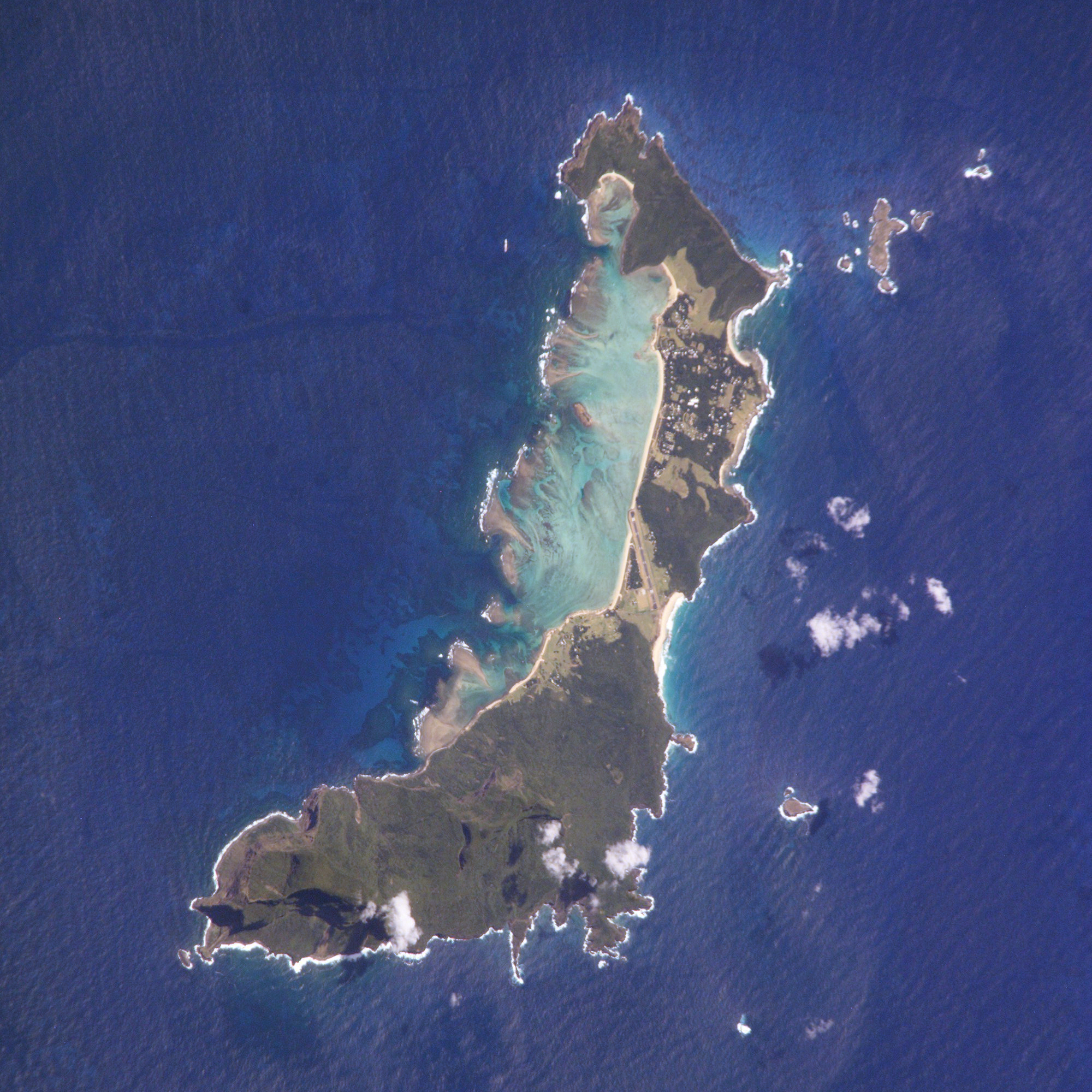
صورة ناسا للجزيرة

### مناظر طبيعية

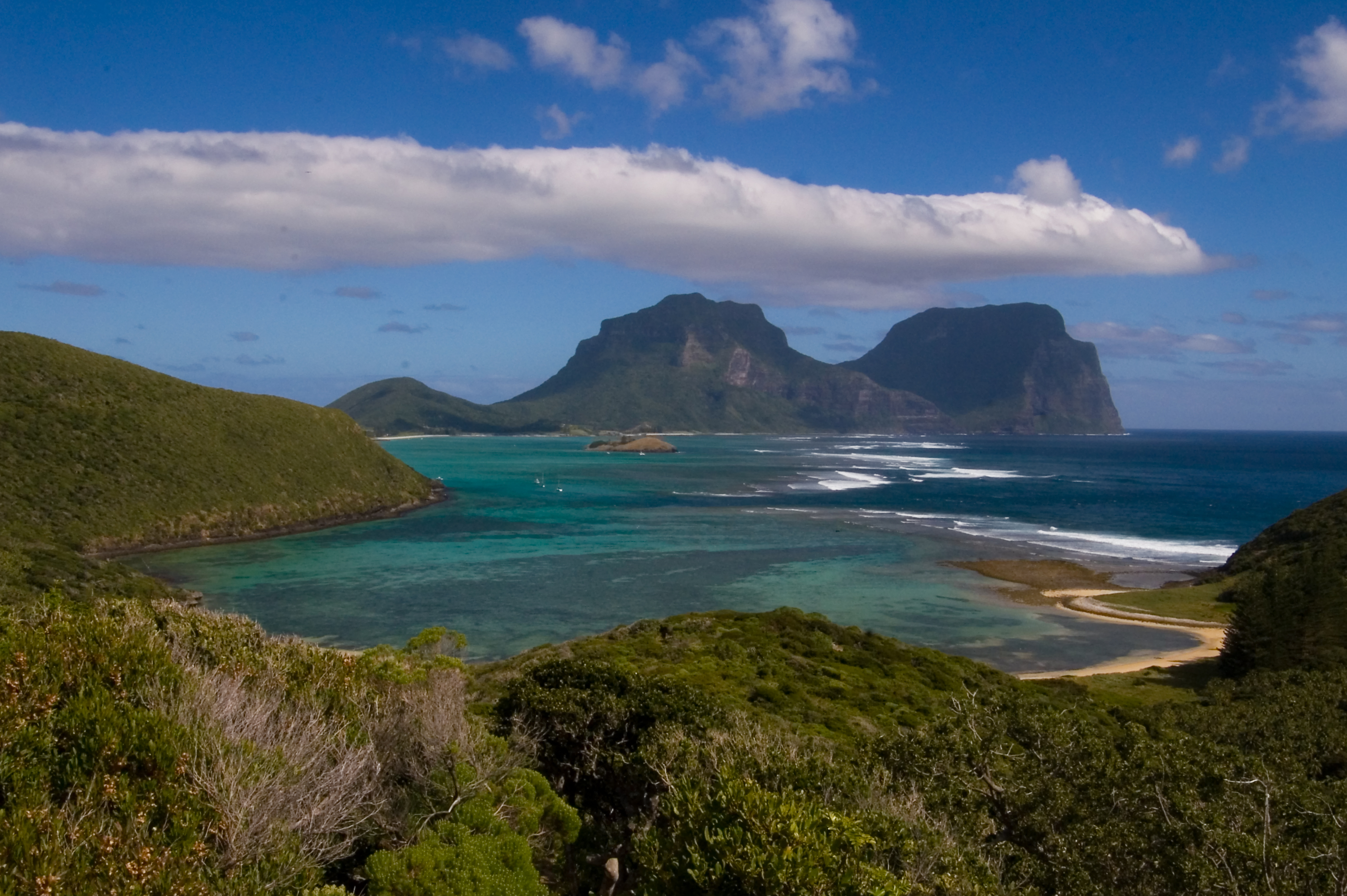
جبلا غاور وليدغبيرد
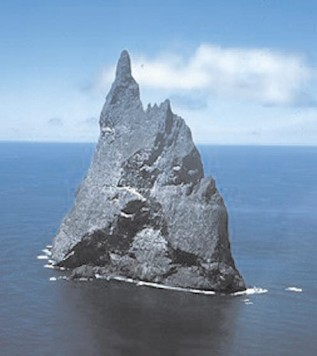
23 كم بعيدًا عن الجزيرة، هرم الكرة
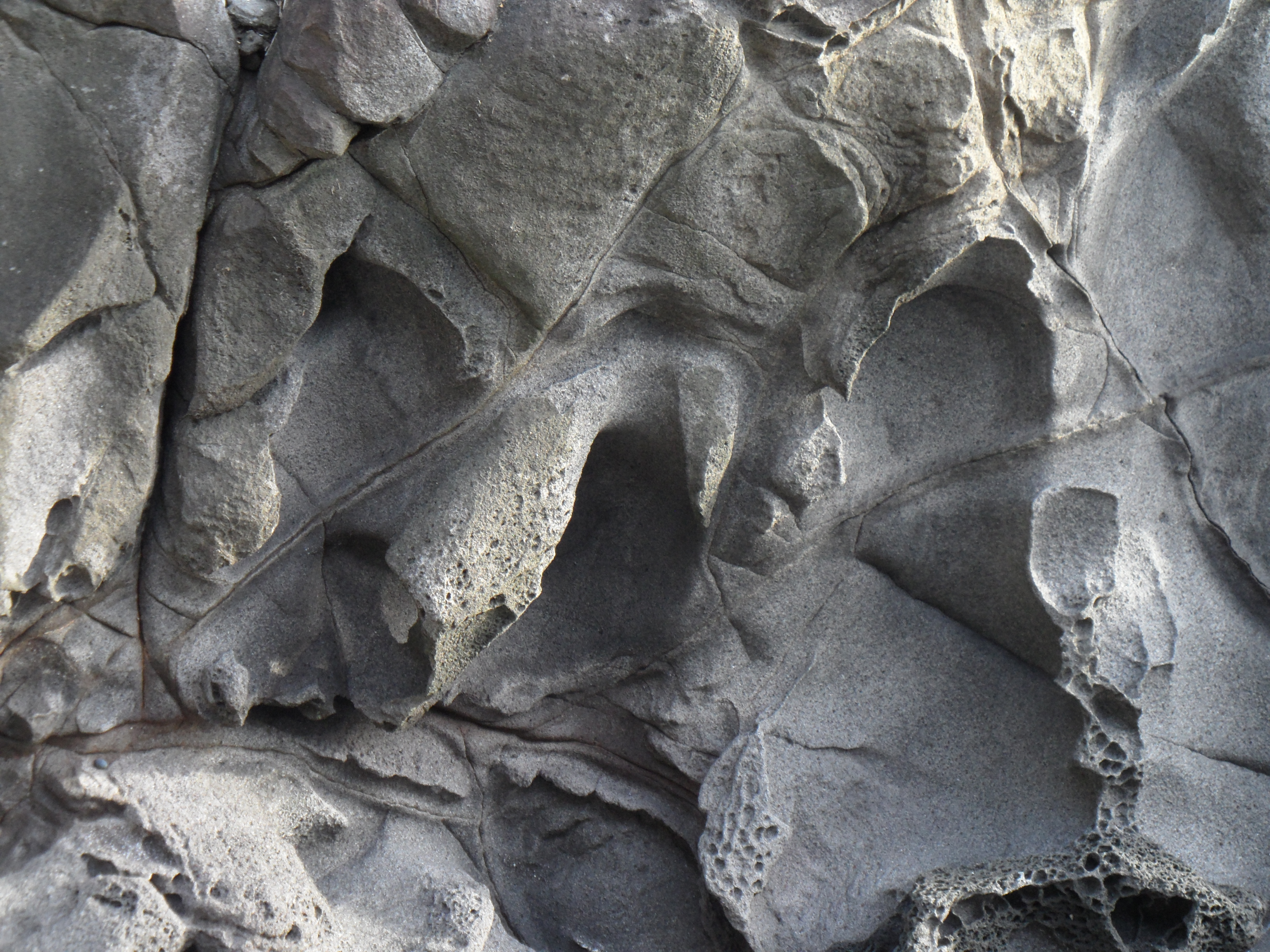
صخر على شاطئ جبل غاور
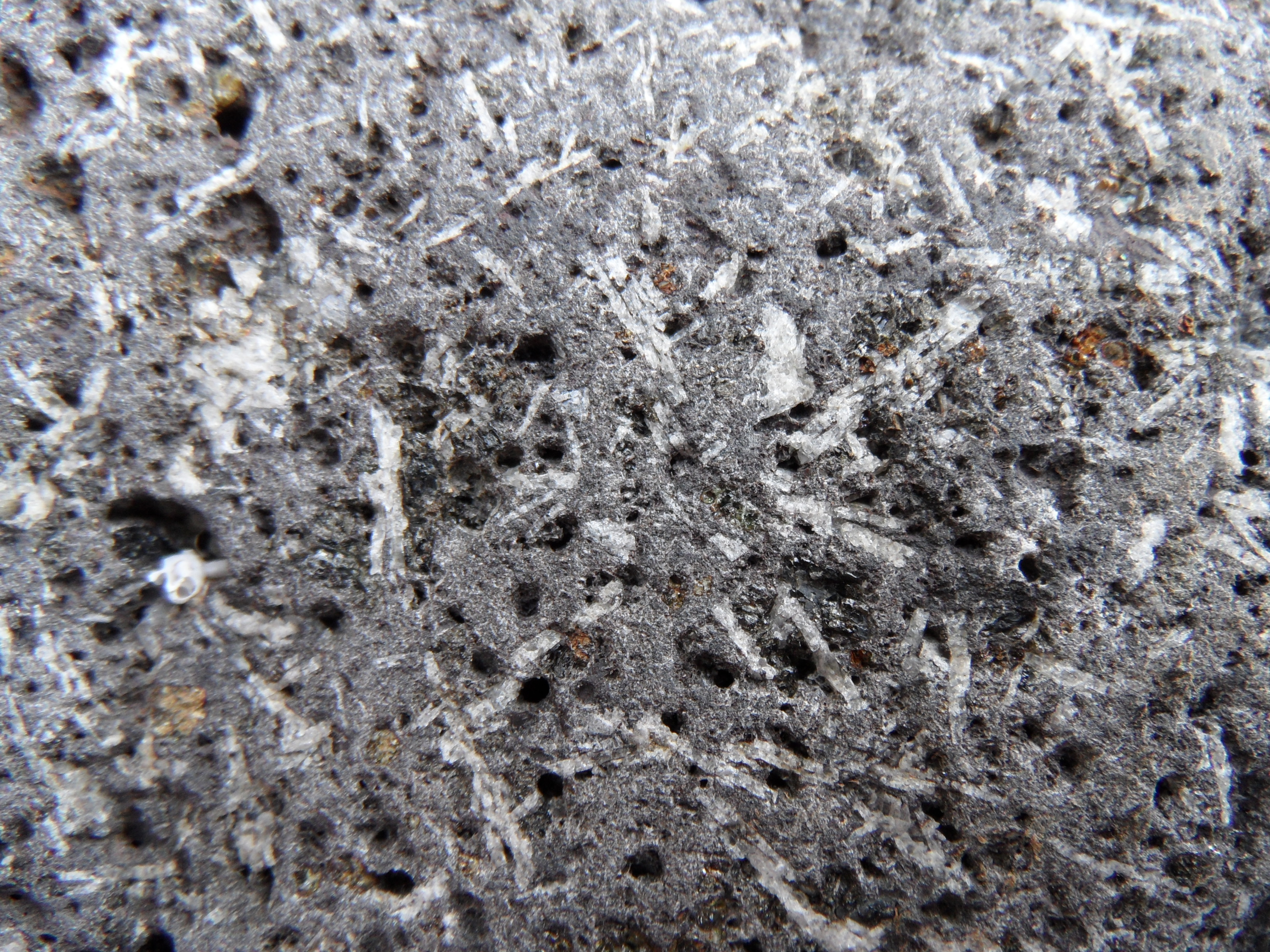
الكريستال في صخور شاطئ جبل ليدغبيرد
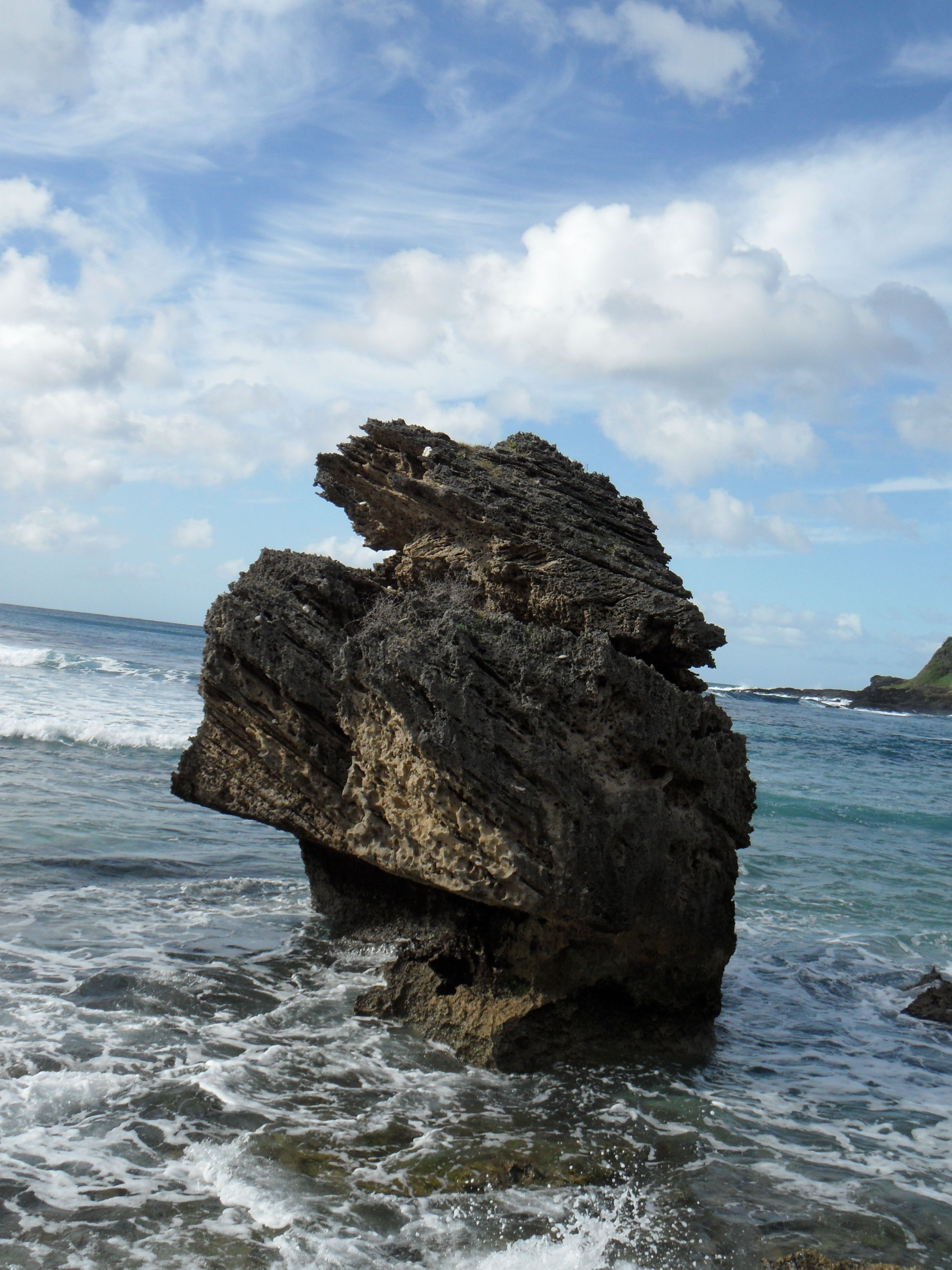
في وسط الشاطئ
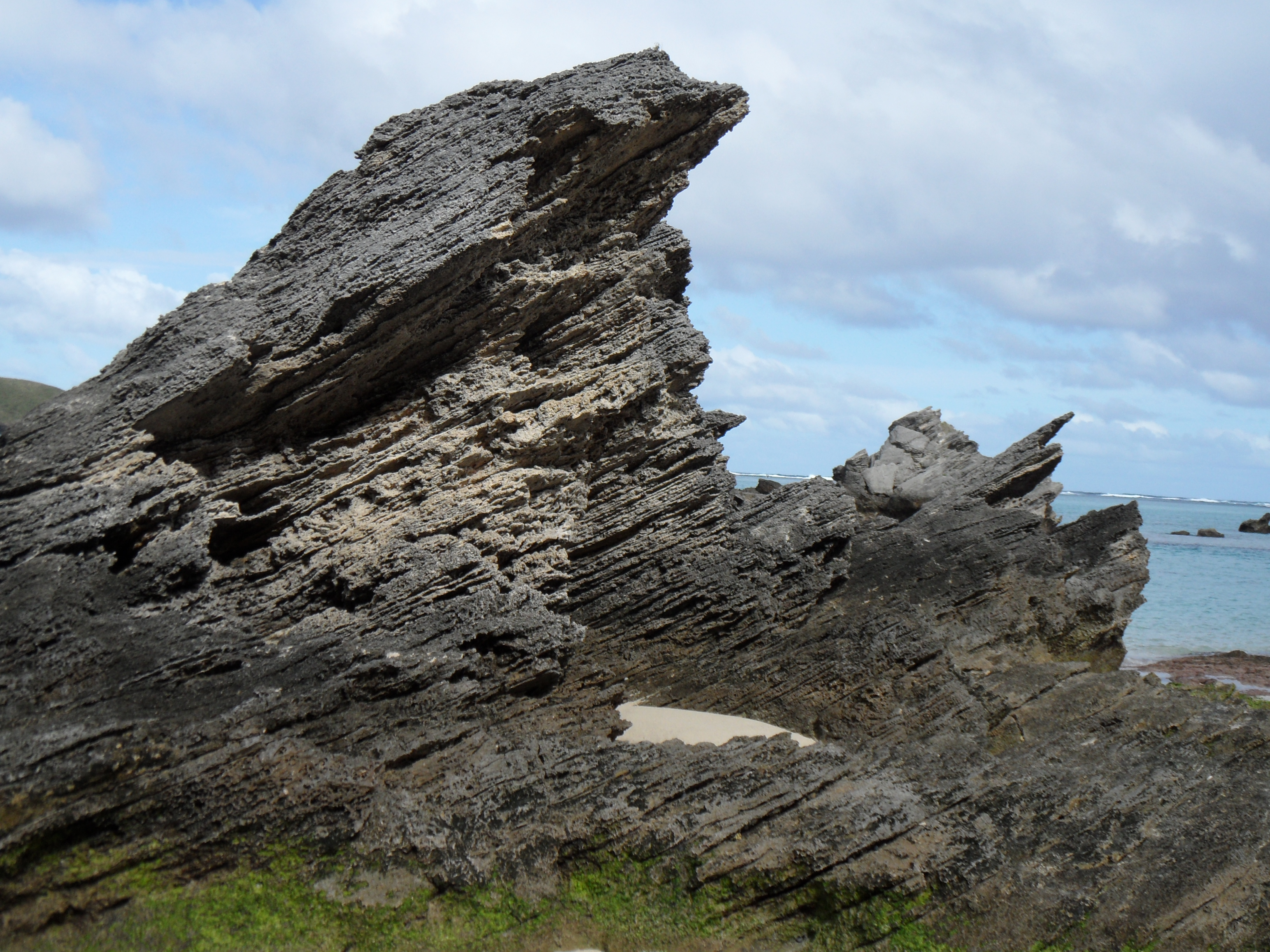
شاطئ بحيرة اللاغون (Lagoon)

### نباتات

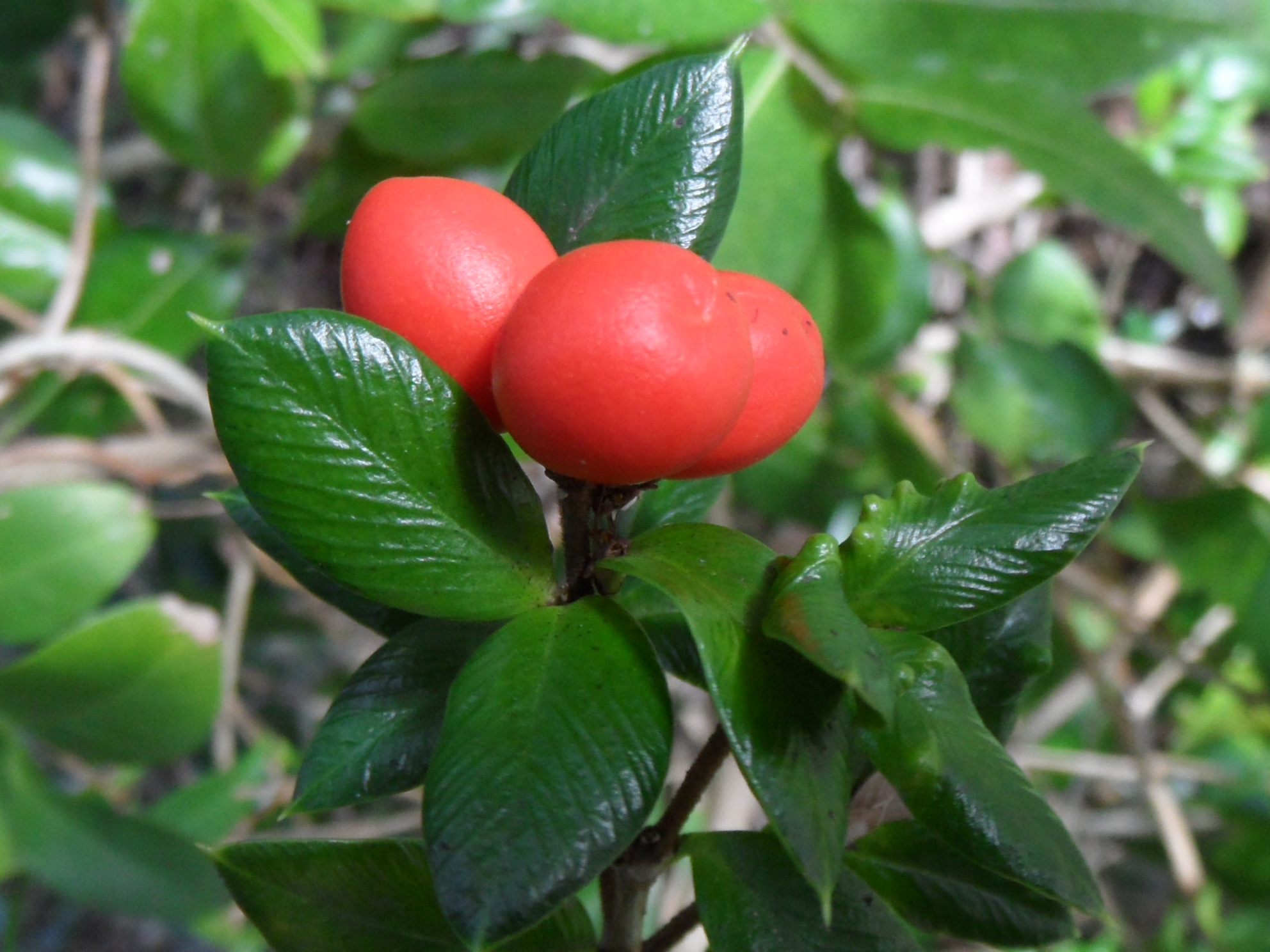
نبات الـ Christmas Bush
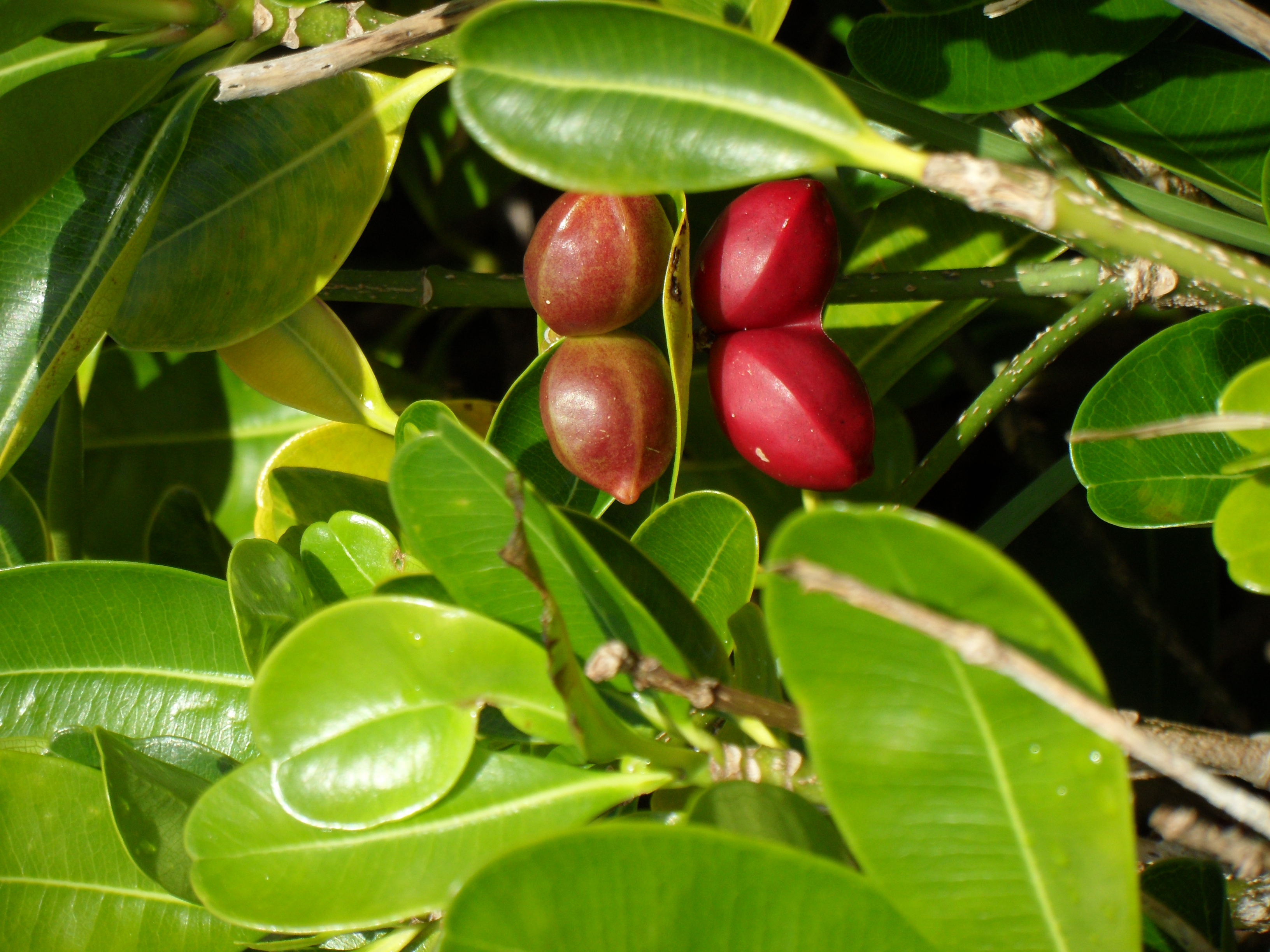
نبات الـ Red Berrywood
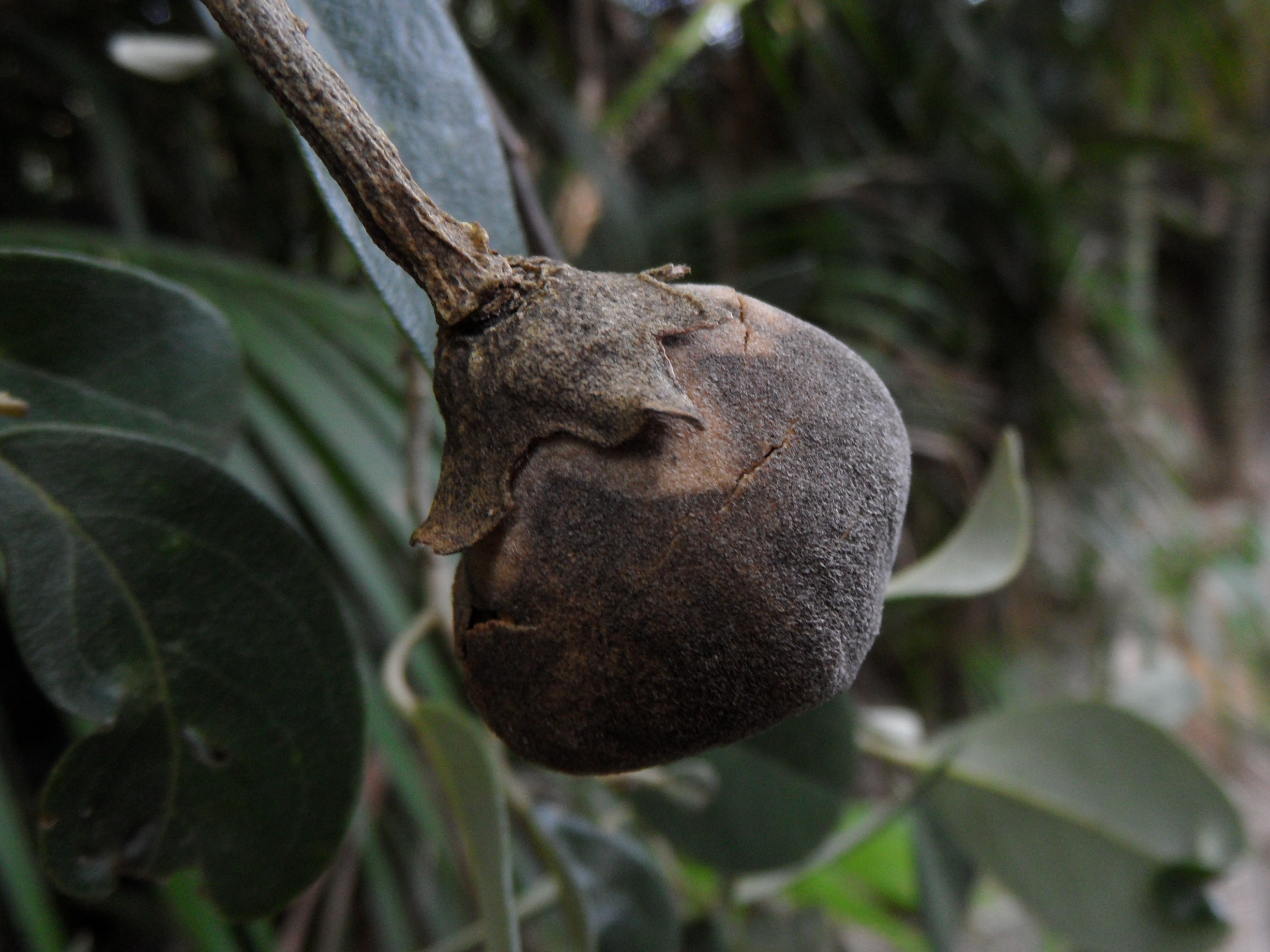
نبات الـ Sally Wood
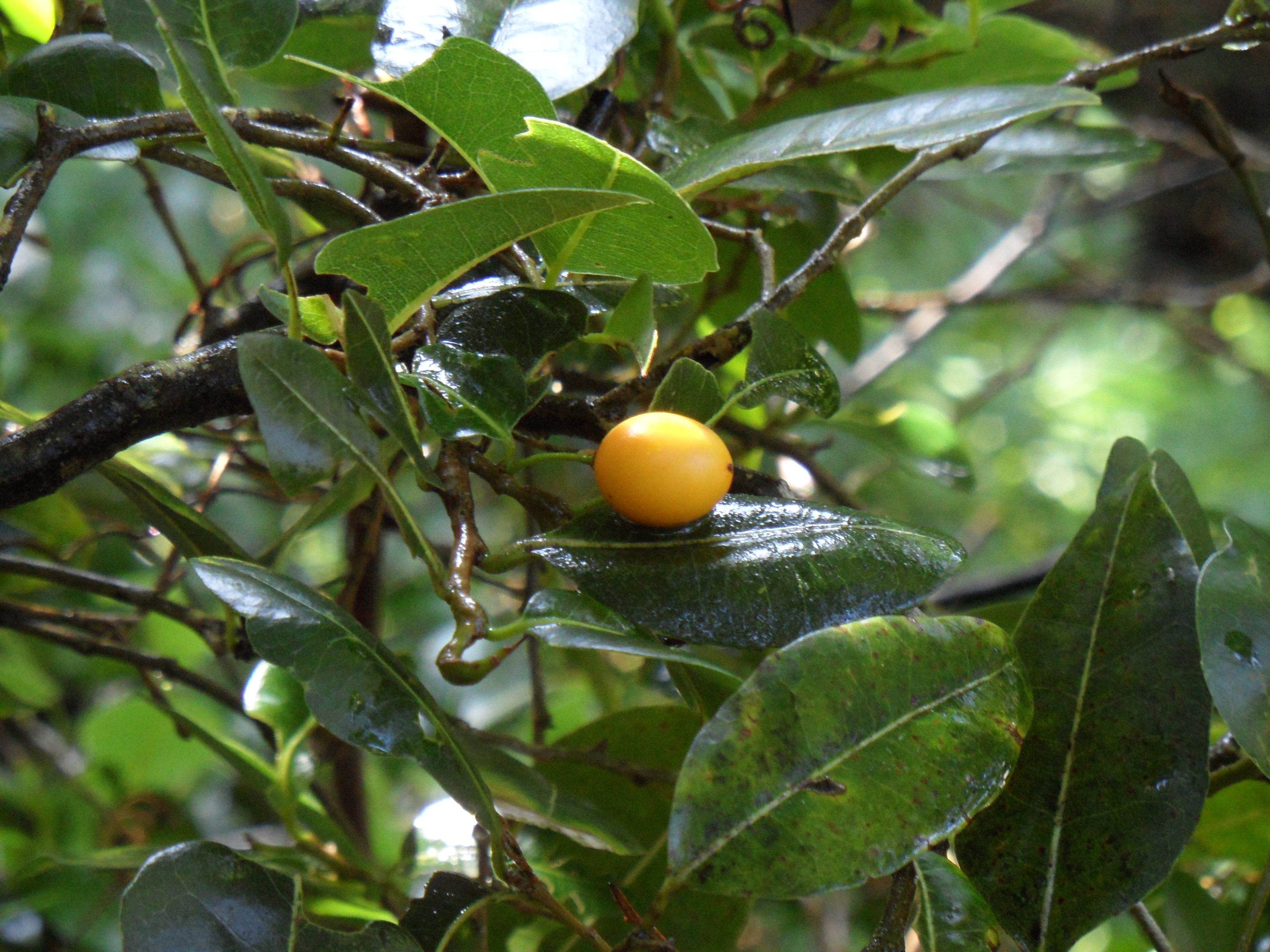
نبات الـ Greybark
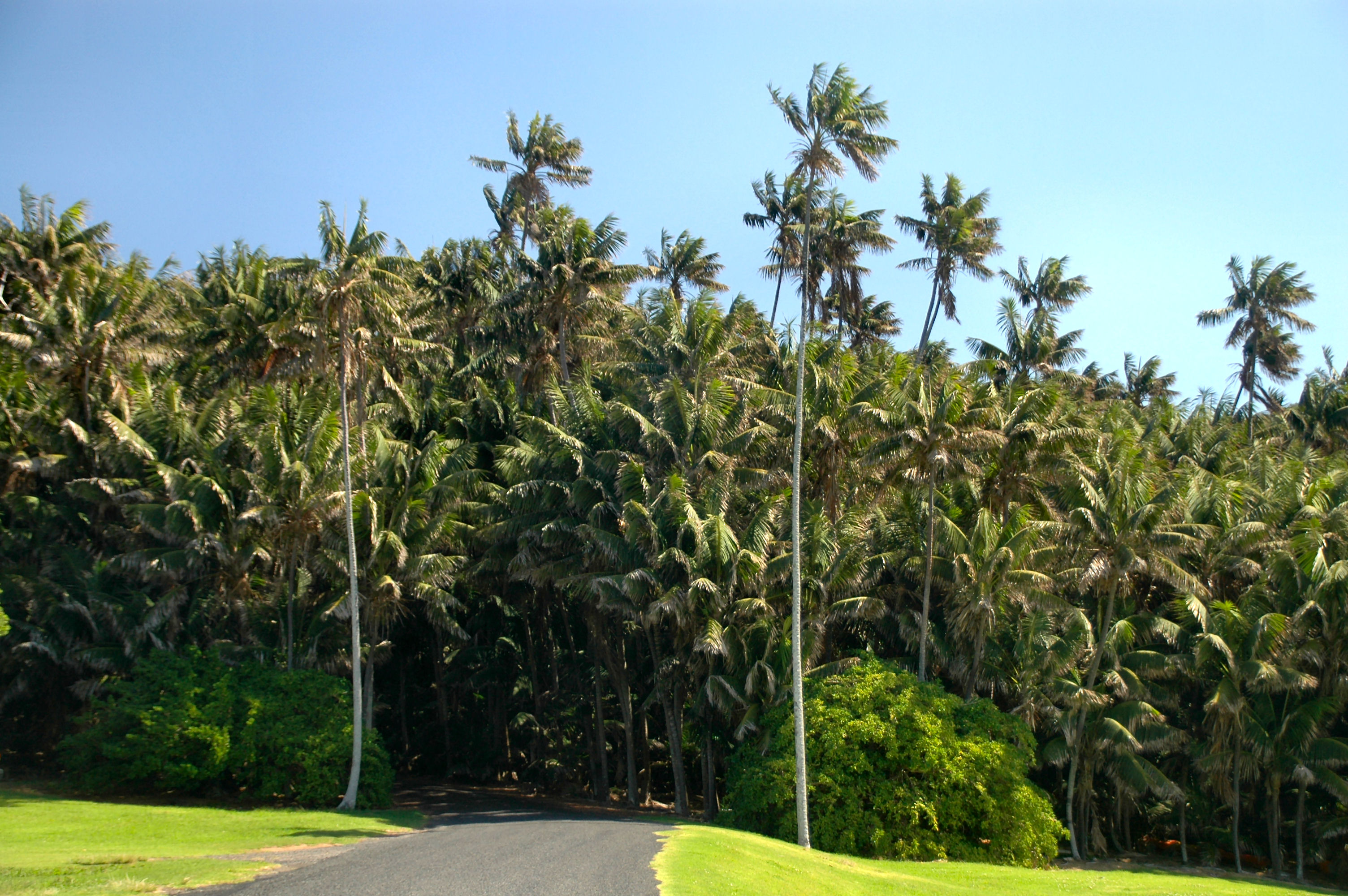
نخيل الكنتيا الطويل

### نباتات خاصة بالجزيرة

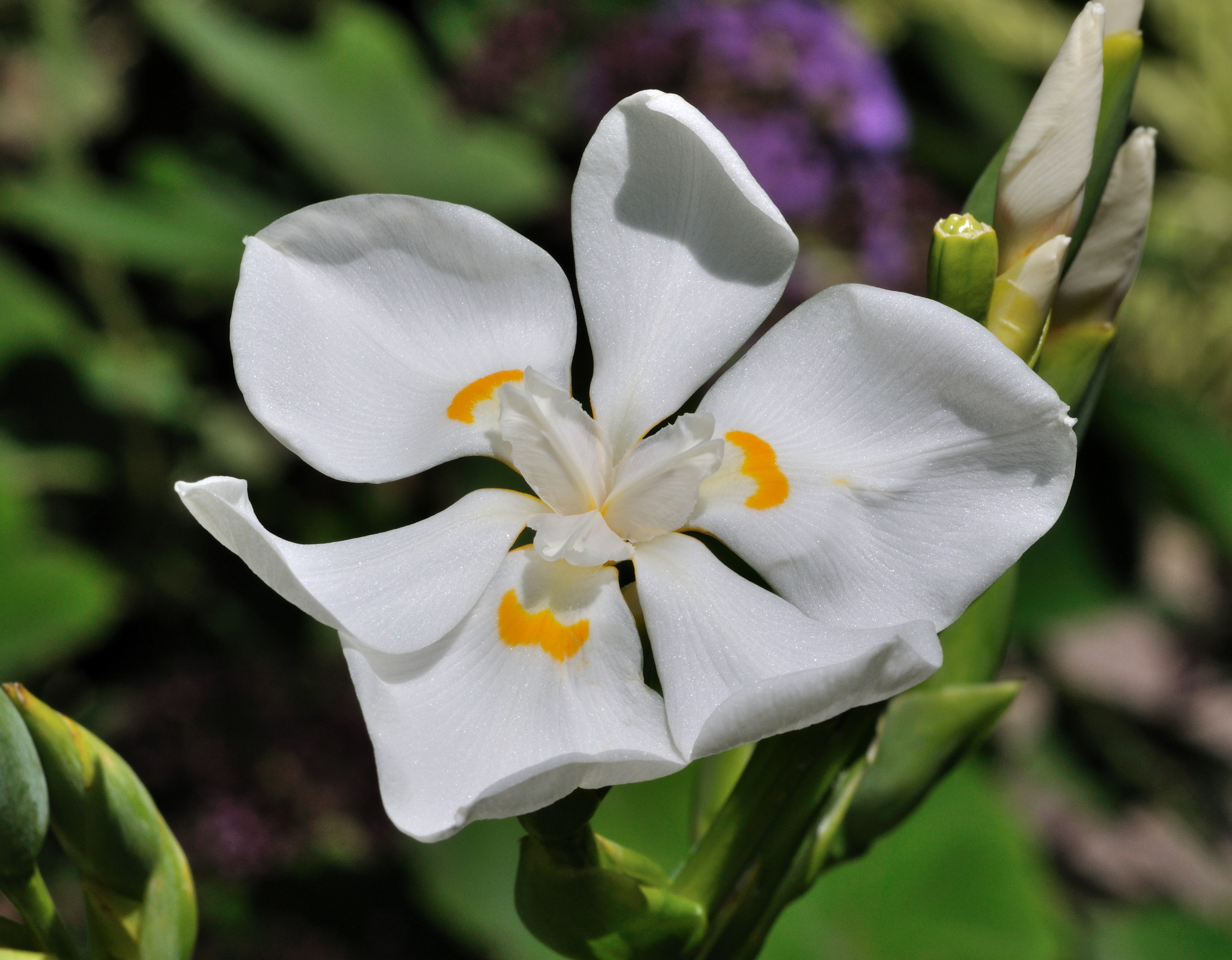
زهرة الزواج
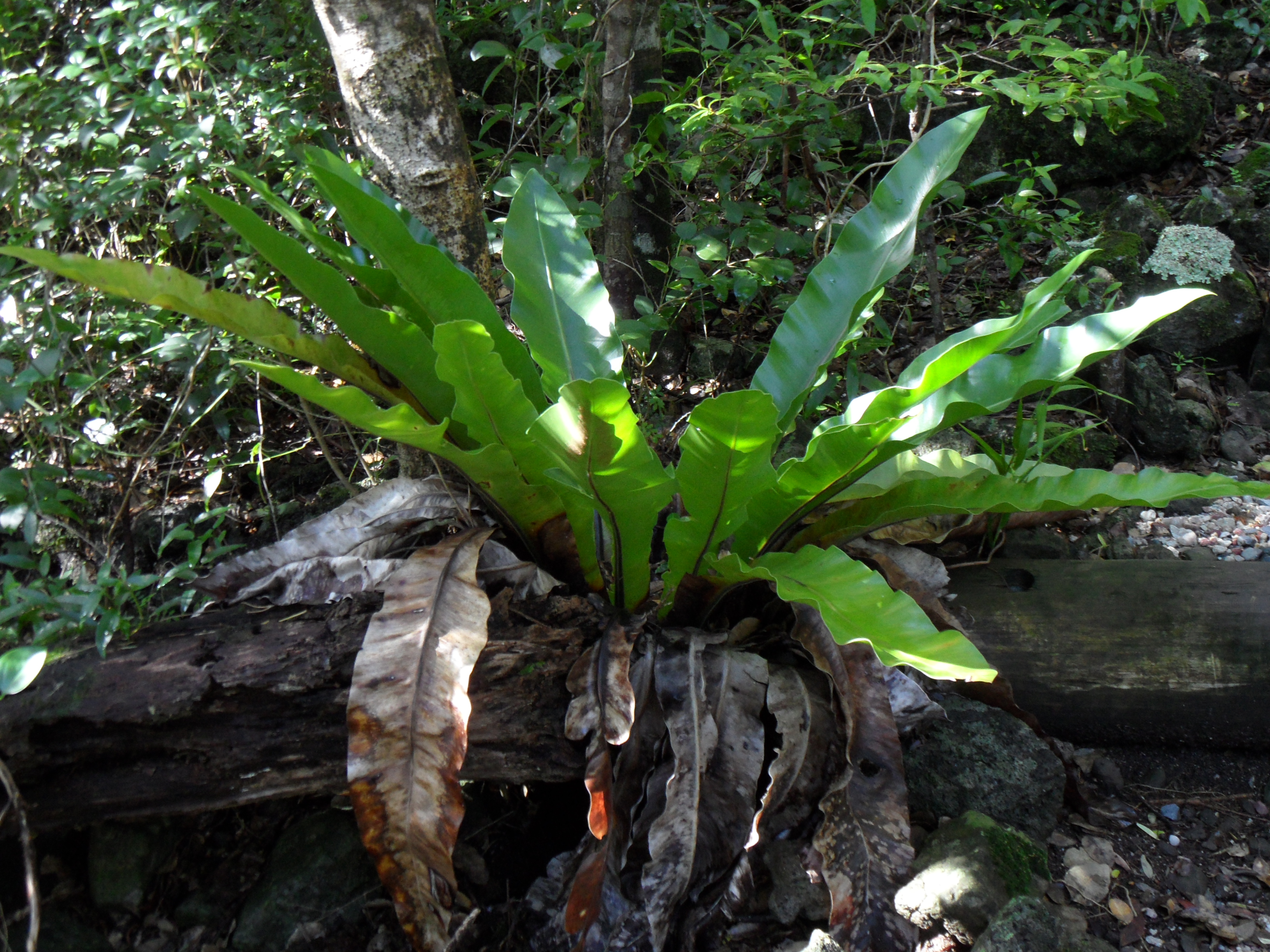
نبتة عش العصفور الخاصة بجزيرة لورد هاو
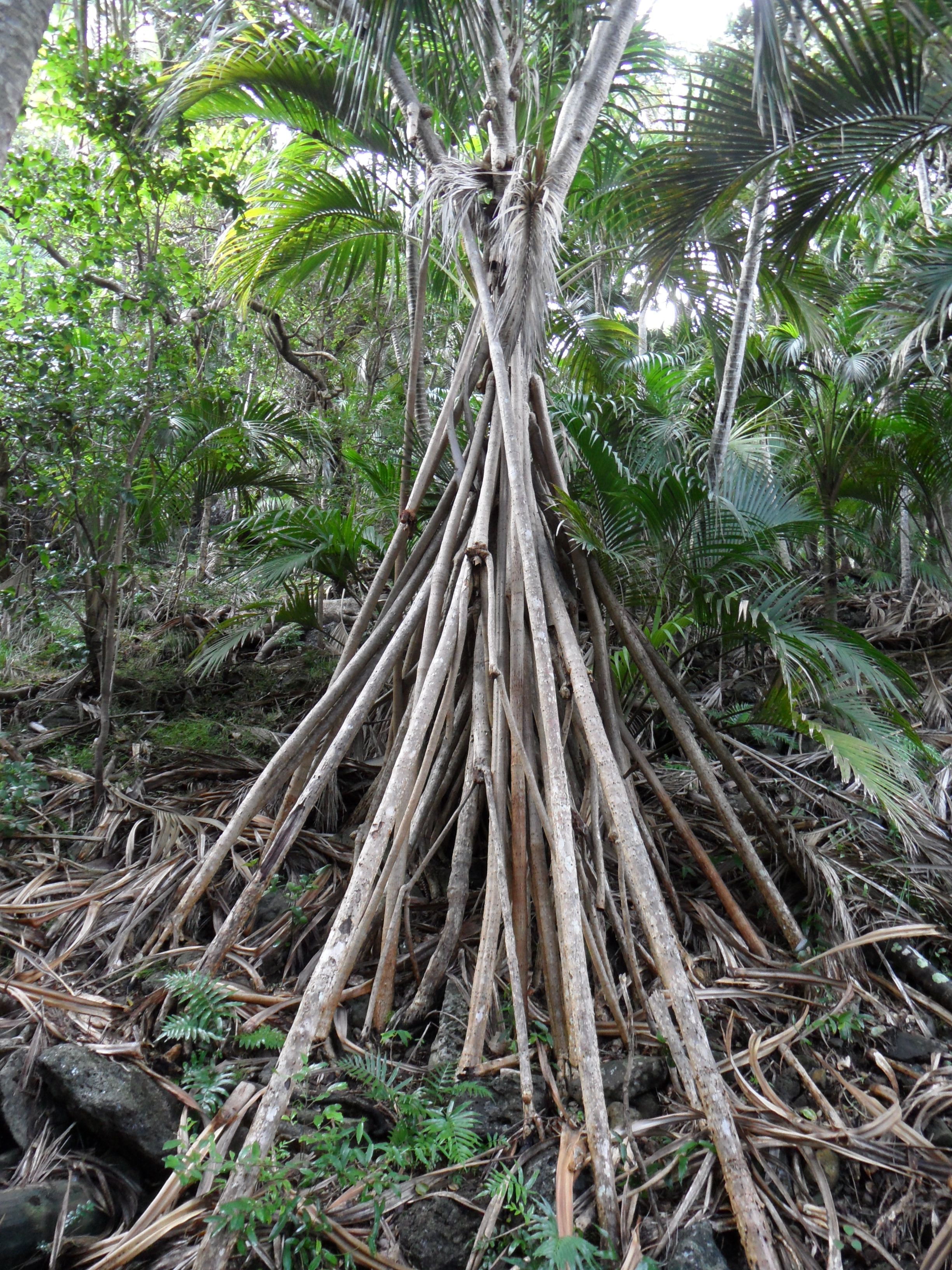
الشجرة المشوَّكة
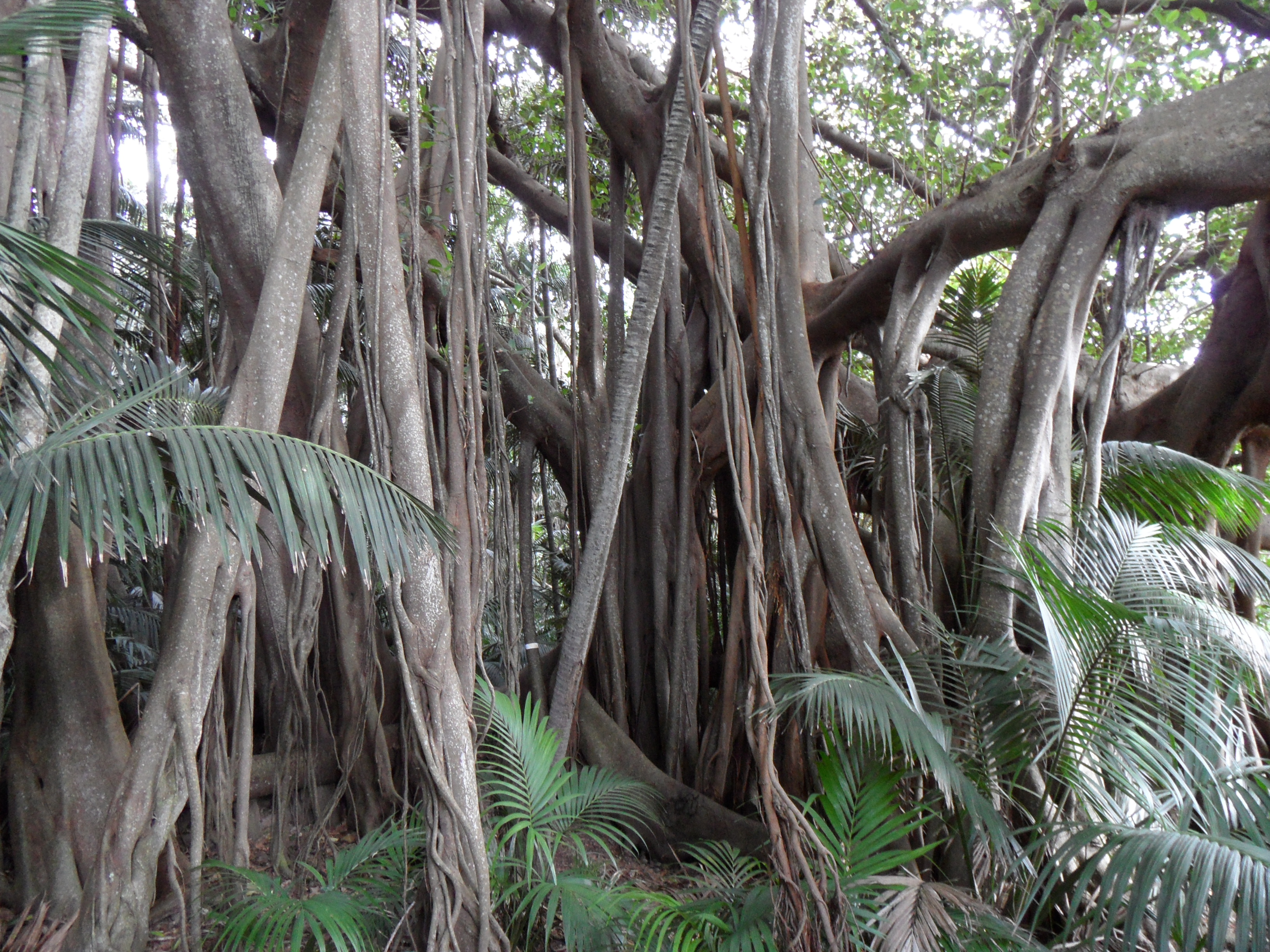
نبات ألبانيان
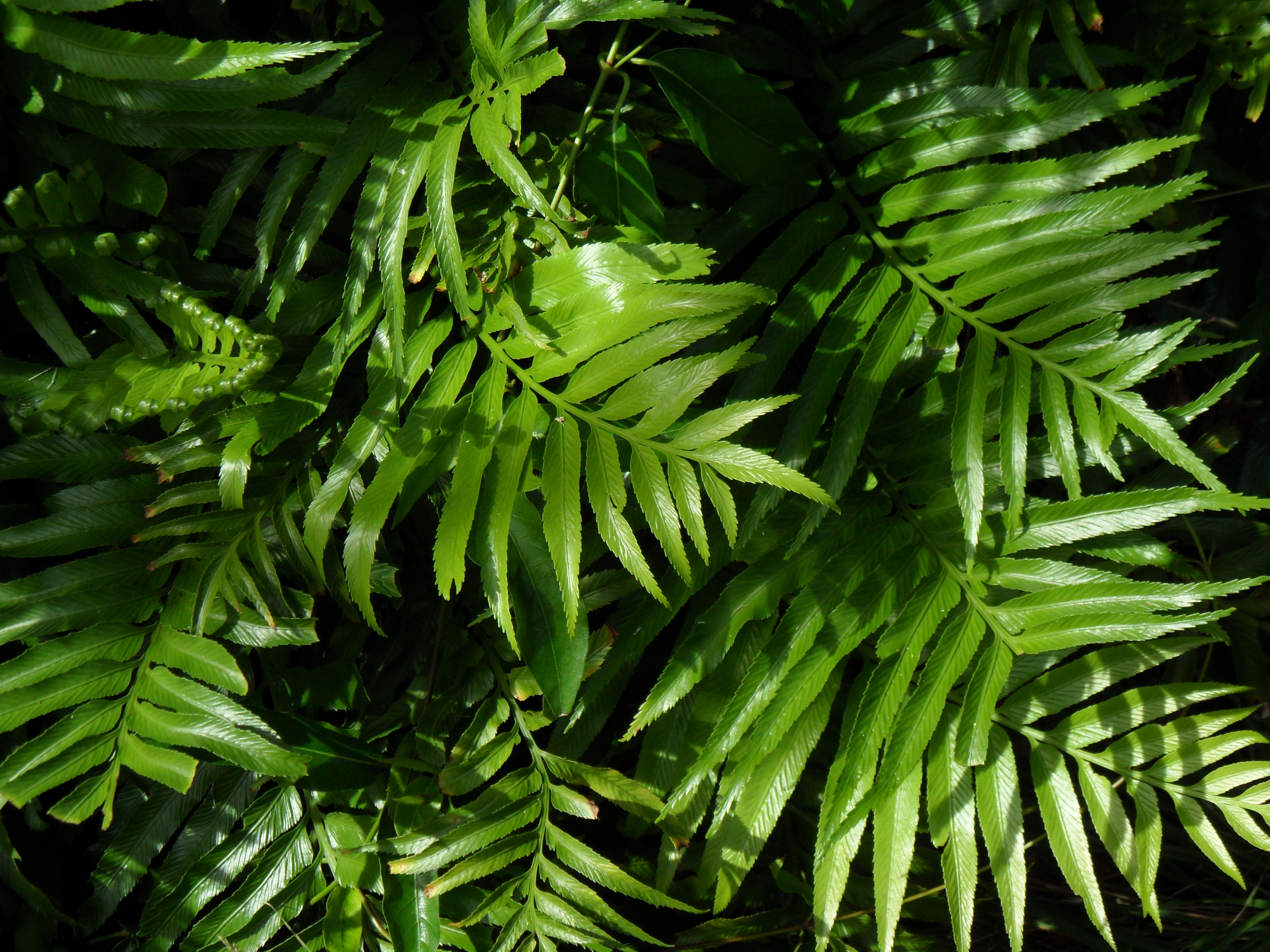
نبات الـ Asplenium milnei
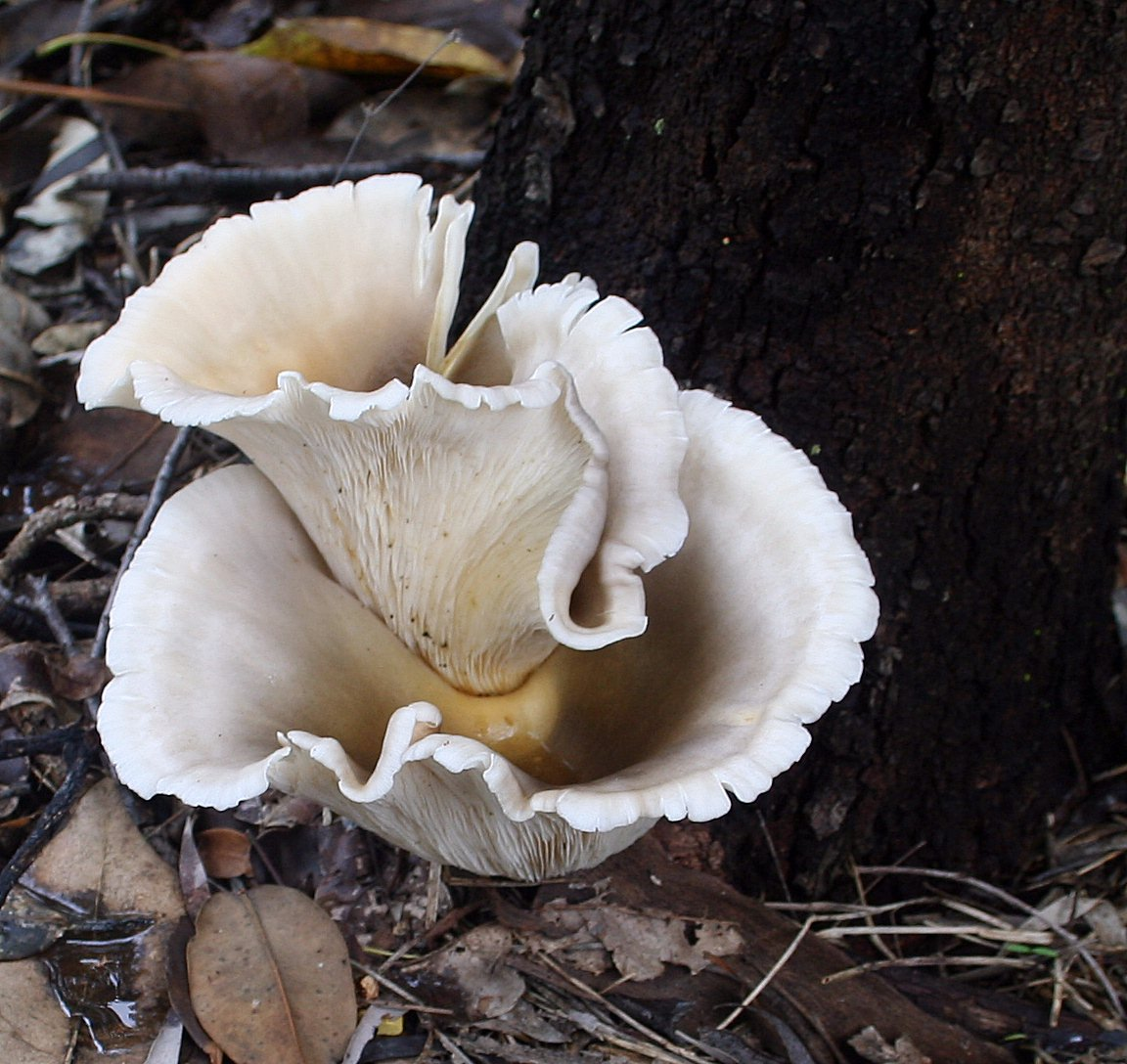
Bioluminescent fungus